# Aït Melloul
Aït Melloul (in berbero: ⴰⵢⵜ ⵎⴻⵍⵍⵓⵍ, Ayt Mellul; in arabo أيت ملول‎?, Aït Melloul) è una città del Marocco, nella prefettura di Inezgane-Aït Melloul, nella regione di Souss-Massa, situata lungo la sponda sud del fiume Sous che sfocia nell'Oceano Atlantico, di fronte alla città di Inezgane, ed è a circa 15 km a sud di Agadir.